# Charles Rabemananjara

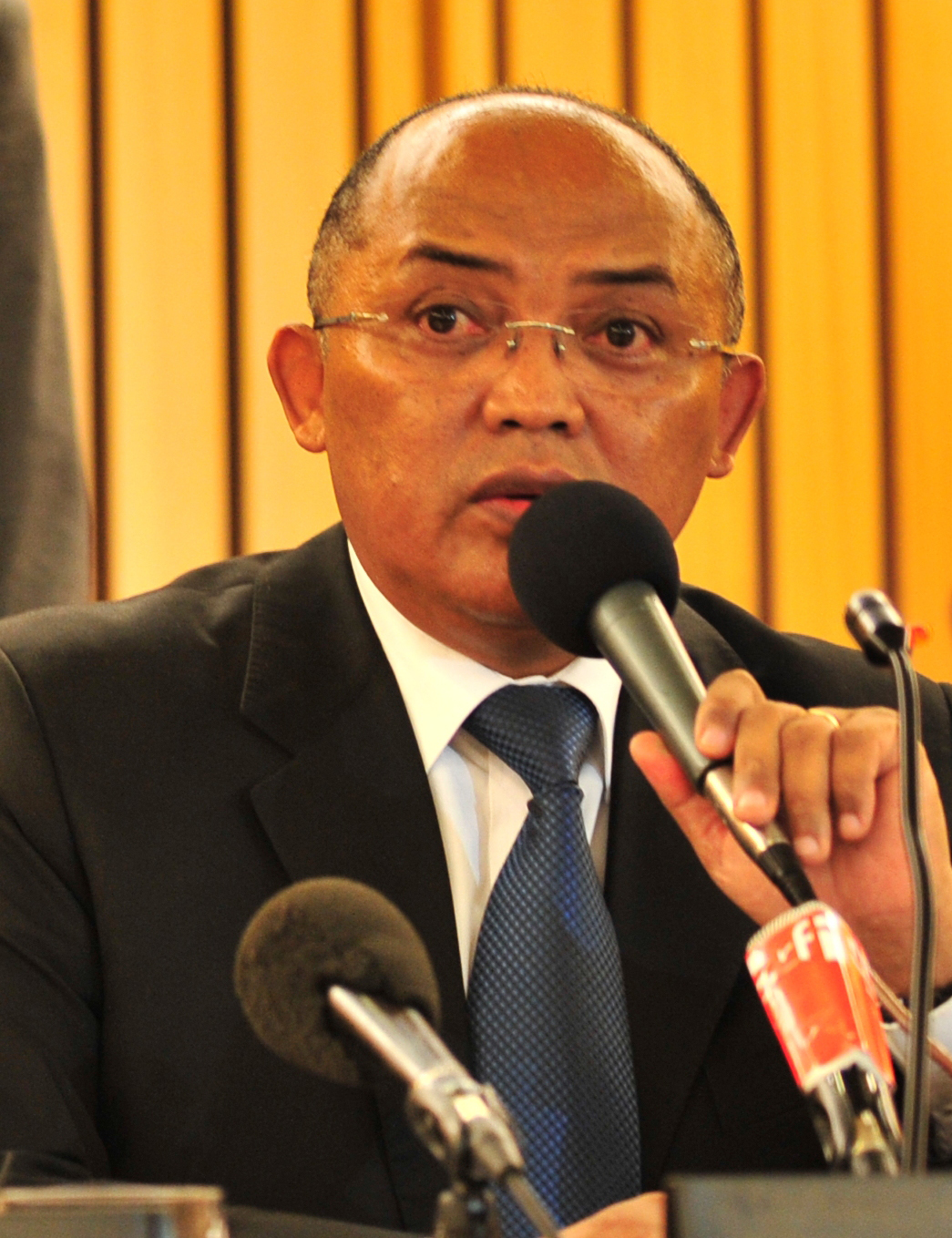
Charles Rabemananjara im Februar 2009

Charles Rabemananjara (* 9. Juni 1947 in Ampatsakana-Antananarivo) war Premierminister von Madagaskar. Er trat sein Amt am 20. Januar 2007 mit dem Beginn der zweiten Amtsperiode von Präsident Marc Ravalomanana an. Gleichzeitig war Rabemananjara Minister für Inneres und Verwaltungsreform. Während der ersten Amtsperiode von Ravalomanana, die 2002 begann, war Rabemananjara seit 2004 ein führender Militär. Ende 2005 wurde er Innenminister. Er ist General der Armee und seine Ernennung zum Premierminister könnte als Zeichen wachsenden Einflusses des Militärs auf die Regierung seit einem gescheiterten Putschversuch von Ex-General Andrianafidisoa 2006 gewertet werden. Die Amtszeit Rabemananjaras endete mit dem Putsch Andry Rajoelinas, sein Nachfolger im Amt des Premierministers wurde Monja Roindefo.
Er ist verheiratet und hat vier Kinder.
| Personendaten    | Personendaten                                            |
| ---------------- | -------------------------------------------------------- |
| NAME             | Rabemananjara, Charles                                   |
| KURZBESCHREIBUNG | madagassischer Politiker, Premierminister von Madagaskar |
| GEBURTSDATUM     | 9. Juni 1947                                             |
| GEBURTSORT       | Ampatsakana-Antananarivo                                 |